# Zapp (Familienname)
Zapp ist ein deutscher Familienname.

## Herkunft und Bedeutung
Der Name bezeichnet als mittelbarer Berufsname den Beruf des Schankwirts.
Erste Erwähnungen: Niclas czappe 1438 Liegnitz; Nickel czappe 1431 Görlitz; Wynczeppe 14. Jahrh. in Breslau.

## Varianten
- Tappe – niederdeutsch
- Tapper – niederdeutsch
- Zapf – oberdeutsch
- Zäpfel – oberdeutsch
- Zäpfle – oberdeutsch
- Zapfner – mittelhochdeutsch
- Zappe – mitteldeutsch

## Komposita
- Sauerzapf
- Weinzapf
- Wackerzapp - Trunkenbold

## Namensträger
- Adolf Zapp (1869–1941), deutscher Unternehmer
- Alfred Zapp, deutscher Architekt
- Arthur Zapp (1852–1925), deutscher Schriftsteller
- Carl Zapp (1867–1941), deutscher Unternehmer
- Hartmut Zapp (1939–2021), deutscher Professor für Kirchenrecht und Kirchliche Rechtsgeschichte an der Universität Freiburg
- Herbert Zapp (1928–2004), deutscher Bankier
- Karl Zapp (1893–1955), deutscher Politiker (SPD)
- Markus Zapp (* 1970), deutscher Tenor
- Paul Zapp (1904–1999), deutscher SS-Obersturmbannführer, Kriegsverbrecher
- Richard Zapp (1904–1964), deutscher Marineoffizier im Zweiten Weltkrieg
- Walter Zapp (1905–2003), deutscher Erfinder der Minox